# Донецкий академический областной драматический театр
Донецкий академический областной драматический театр — театр в Мариуполе.
Современное здание театра было построено в 1960 году и находилось на Театральной площади Мариуполя, расположенной на пересечении проспекта Мира и улицы Куинджи (рядом с Городским сквером).
16 марта 2022 года здание театра, в котором, по данным местных властей, укрывались от 1000 до 1200 мирных жителей, было разрушено ударом ВВС России в ходе вторжения России на Украину.

## История
- 1847 год — в Мариуполь впервые приехала труппа под управлением антрепренёра В. Виноградова. Здания театра в городе не было, поэтому труппа давала представления в арендованном амбаре на Екатерининской улице (ныне — проспект Мира).
- 1850—1860-е годы — в амбаре своего двора местный житель Попов устроил первое театральное помещение — «Храм музы Мельпомены»: в здании отсутствовали элементарные условия, но здесь на протяжении нескольких сезонов выступали многие труппы с участием провинциальных актёров того времени: Александров, Неверова, Медведева, Стоппель, Новицкий, Минский, Прокофьев, Пилони и другие.
- 1878 год — основана первая профессиональная театральная труппа в городе Мариуполь — начало мариупольского театра. Сыном богатого купца Василием Шаповаловым было арендовано помещение для театра. Здесь начали свой творческий путь артисты И. А. Загорский, Л. Линицкая и другие.
- 1884 год — утверждён устав Мариупольского музыкально-драматического общества. Члены общества ставили любительские спектакли, устраивали концерты, способствовали эстетическому воспитанию жителей города.
- 8 ноября 1887 года — открытие нового театрального сооружения, построенного на средства В. Л. Шаповалова, которое было названо Концертным залом (впоследствии Зимний театр). Новое театральное здание имело большую сцену, удобные кресла, особое место для оркестра, зрительный зал на 800 мест. Театральный сезон открылся постановкой пьесы Н. В. Гоголя «Ревизор». Роль Городничего сыграл сам владелец театра и антрепренёр.
- 1880—1890-е годы — состоялись гастроли выдающихся мастеров украинской сцены: М. Кропивницкого и И. Карпенко-Карого, П. Саксаганского, М. Старицкого и других.
- 1920-е годы — в городе работал драматический коллектив «Новый театр» под управлением А. Н. Борисоглебского.
- 1934 год — на основе городского драматического театра создан Вседонецкий музыкально-драматический театр с постоянным пребыванием в Мариуполе (художественный руководитель — А. М. Смирнов, главный режиссёр — А. В. Искандер).
- 18 апреля 1936 года — в городском театре состоялась встреча с заслуженным артистом, оперным певцом Михаилом Степановичем Гришко.
- Ноябрь 1936 года — Мариупольский государственный русский музыкально-драматический театр показывает пьесу А. Корнейчука «Платон Кречет».
- Апрель 1937 года — Мариупольский русский музыкально-драматический театр выехал на гастроли в города Сталино, Макеевка, Полтава, Кременчуг, Сумы и Харьков. Гастроли продолжались 4 месяца, после чего театр с обновленным составом вернулся в Мариуполь.
- 1947 год — закрыт русский драматический театр.
- 1959 год — деятельность театра восстановлена: строилось новое здание (по типовому проекту архитекторов О. Малышенко и А. Крылова), набиралась труппа, готовились спектакли. Мариупольскому театру присвоен статус Донецкого государственного.
- 2 ноября 1960 года — состоялось торжественное открытие вновь построенного здания театра и первое представление (спектакль «Иркутская история» по пьесе А. Арбузова).
- 1978 год — театр отметил своё 100-летие, в связи с чем и за значительные заслуги в развитии театрального искусства коллектив был награждён орденом «Знак Почёта».
- 1985 год — открыта малая сцена театра.
- 12 ноября 2007 года приказом Министерства культуры и туризма театру присвоен статус академического[1].

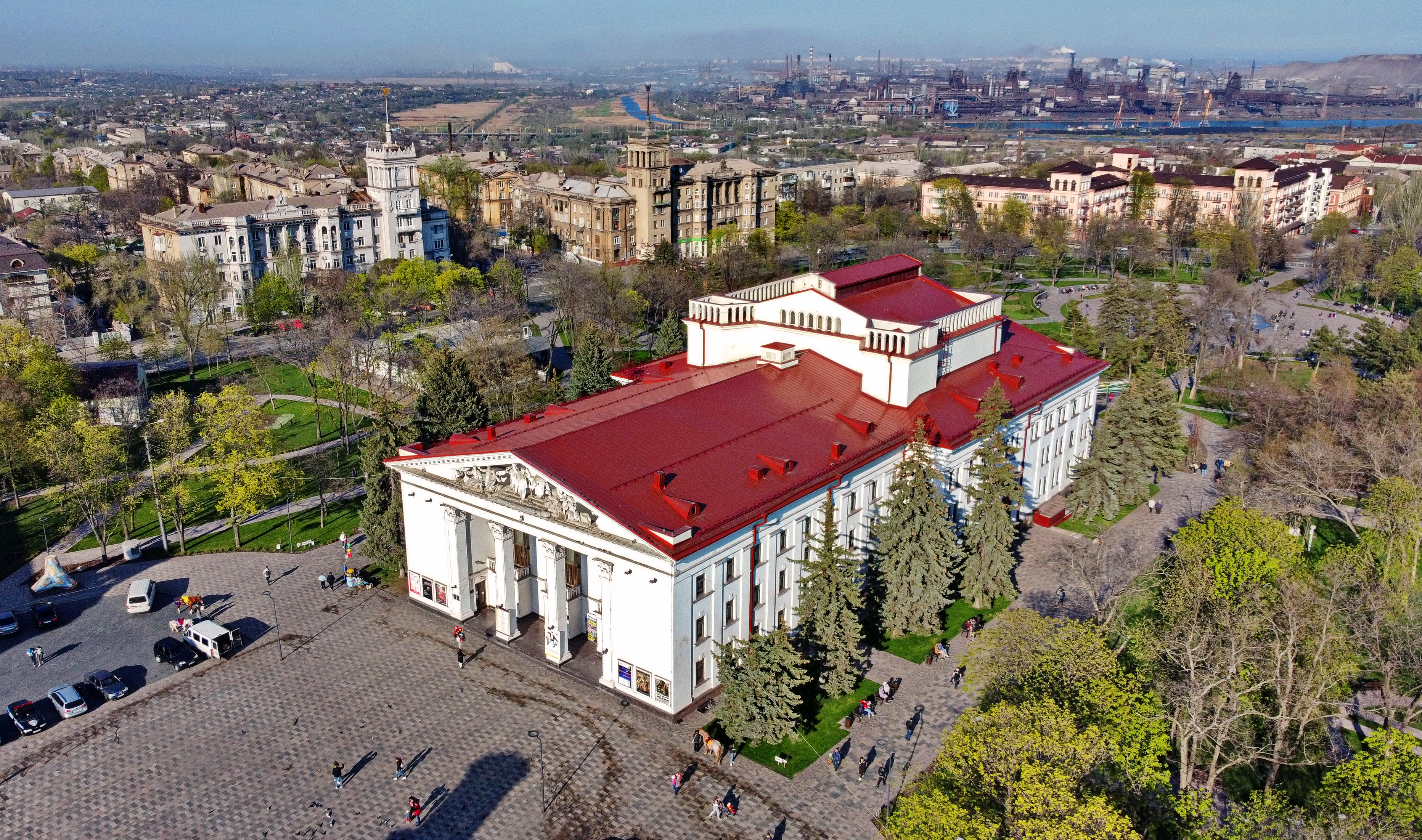
Общий вид театра
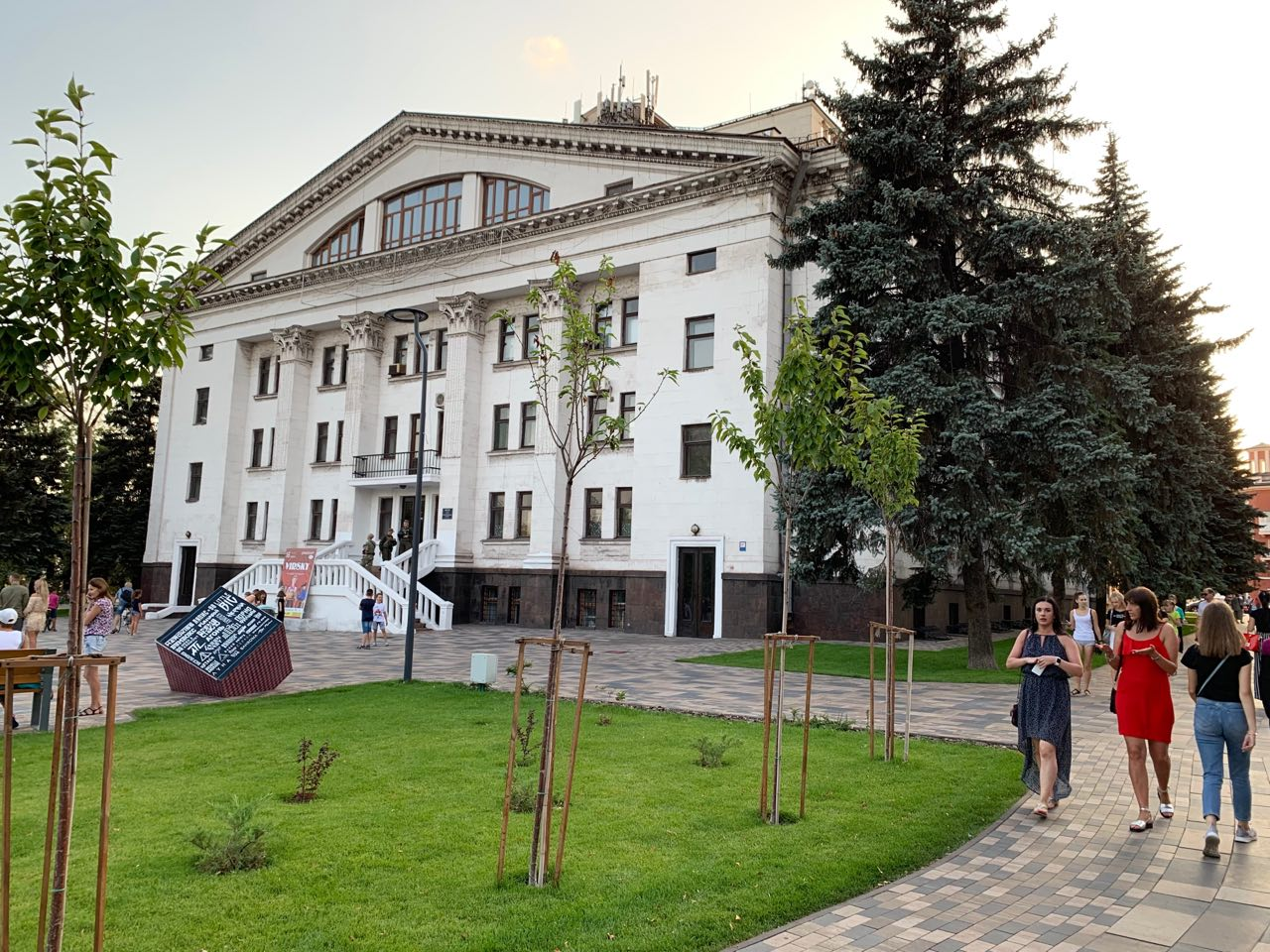
Восточный фасад здания
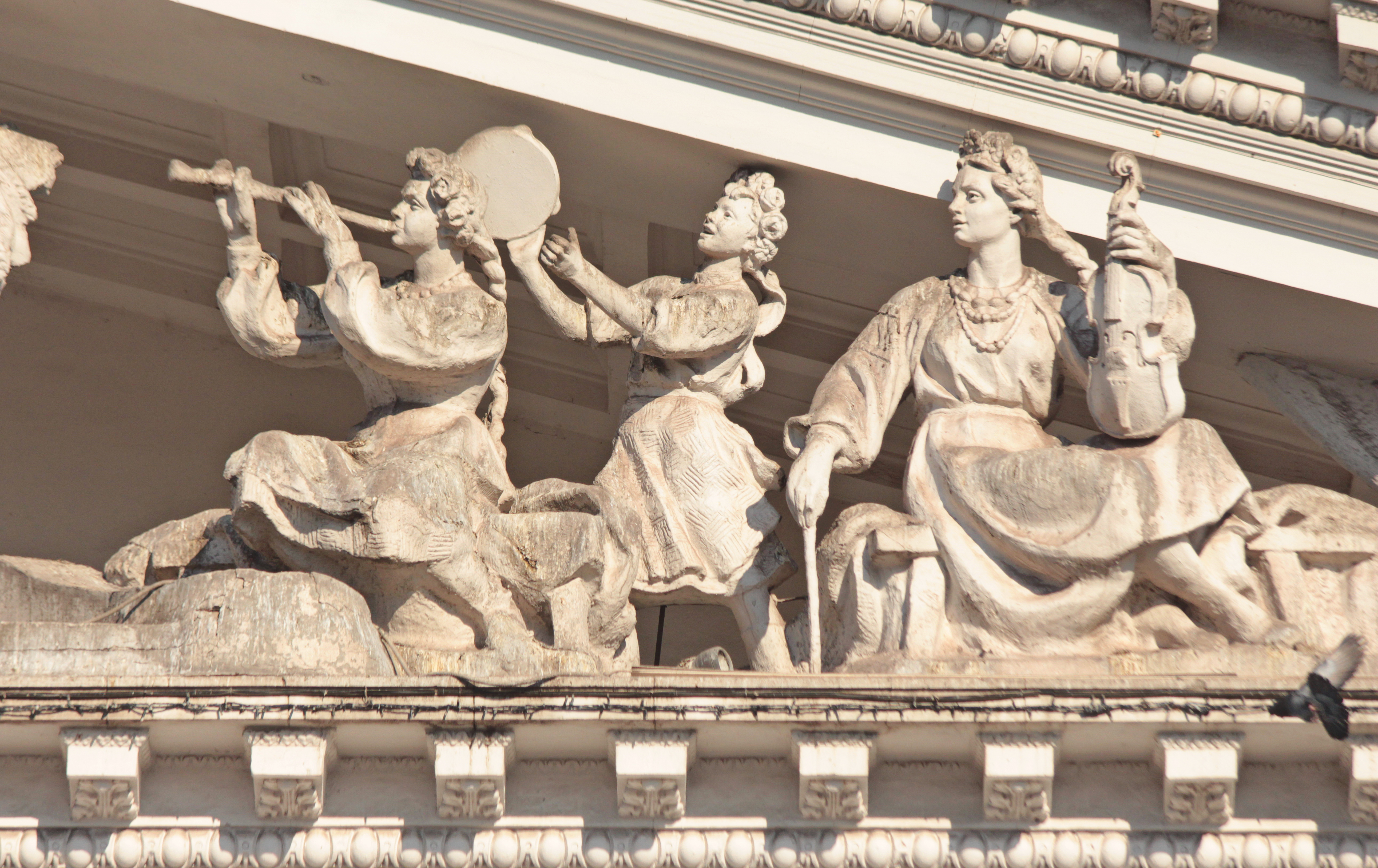
Фронтон

## События 2022 года

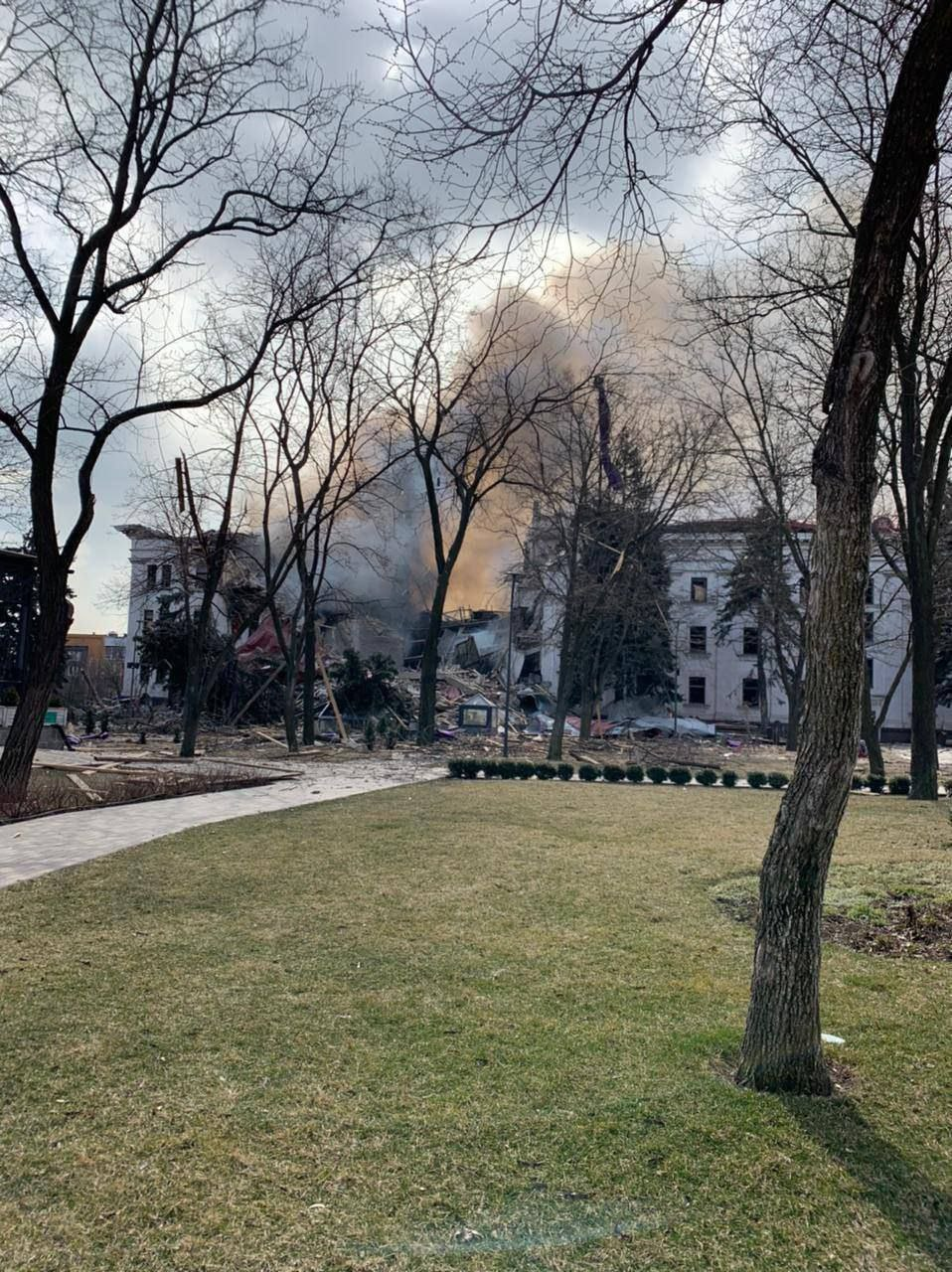
Здание театра после разрушения (16 марта 2022)

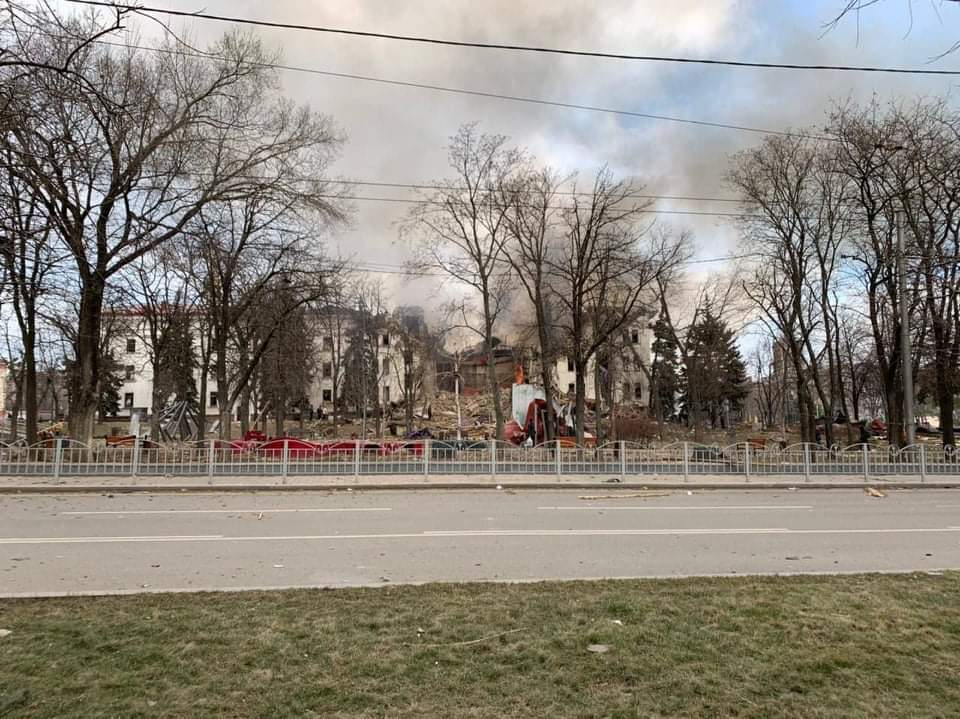
Последствия разрушения театра (16 марта 2022)

С начала военного вторжения России на Украину здание театра использовалось как укрытие для городских жителей, которые утратили собственное жильё. Основной контингент – женщины и дети. Частная американская компания «Maxar Technologies» опубликовала спутниковые снимки, датированные 14 марта, на которых видна надпись «ДЕТИ», выполненная крупным шрифтом на земле с двух фасадов театра.
16 марта 2022 года на здание театра была сброшена сверхмощная бомба, что разрушило центральную часть театра, а обломками завалило вход в здание. По заявлениям чиновников Мариупольского горсовета, театр был самым большим бомбоубежищем в городе и на момент разрушения в нём находились только женщины и дети.
Заместитель городского головы Мариуполя по вопросам деятельности исполнительных органов городского совета Сергей Орлов сообщил «Би-би-си», что это произошло в результате бомбардировки со стороны российских войск. По его данным, во время боев за город в здании театра укрывались от 1000 до 1200 мирных жителей.
Количество пострадавших на момент разрушения неизвестно. «Human Rights Watch» проинтервьюировала беженцев из Мариуполя, которые заявили, что в дни, предшествовавшие 16 марта, в театре укрывались от 500 до 800 человек.
Утром 17 марта 2022 года Народный депутат Украины Сергей Тарута сообщил, что бомбоубежище выдержало и люди остались живы. Однако уже 24 марта в эфире «Популярной политики» озвучил предположение о гибели не менее 1000 человек, которых нет возможности освободить из-под завалов и по причине непрерывных обстрелов и отсутствия спасателей. 25 марта представители Мариупольского городского совета сообщили о гибели около 300 людей, укрывавшихся в здании драмтеатра.
Министр культуры Италии Дарио Франческини сделал заявление об одобрении Советом министров Италии его предложения о предоставлении Украине ресурсов для скорейшего восстановления театра.
По утверждению министерства обороны России здание театра было взорвано в результате теракта, совершённого полком «Азов» Нацгвардии Украины, который взорвал собственную штаб-квартиру и, предположительно, удерживаемых в подвале заложников с целью обвинения России. При этом доказательств этих утверждений приведено не было, а в открытых источниках есть данные, ставящие под сомнение как минимум некоторые из них — видеосъемка из театра, опубликованная 10 марта «Азовом», не подтверждает утверждения о «заложниках» в театре, в соцсетях есть свидетельства и других бомбардировок 16 марта в Мариуполе (в частности, был разрушен бассейн «Нептун»), а перед театром и позади него были две больших надписи «Дети».

## Репертуар
Наряду с произведениями современных драматургов всегда были представлены русская и зарубежная классика: произведения Толстого, Пушкина, Мольера, Чехова, Булгакова, Набокова, Метерлинка, Шекспира, Шукшина, Нины Садур, Маршака, Шварца и многих других.

## Артисты
Ведущие артисты: народная артистка Украины, лауреат премии имени М. Заньковецкой Светлана Отченашенко, заслуженный артист Украины Александр Арутюнян, Наталья Метлякова, Наталья Атрощенкова, Анатолий Шевченко, Сергей Мусиенко и др.
В 1964—1969 годах выступала Народная артистка Украинской ССР Роза Подьякова.
Более 45 лет — с 1969 по 2014 год — в театре служила заслуженная артистка РСФСР, народная артистка Украинской ССР Наталья Юргенс.